# Amalín (Křivoklát)

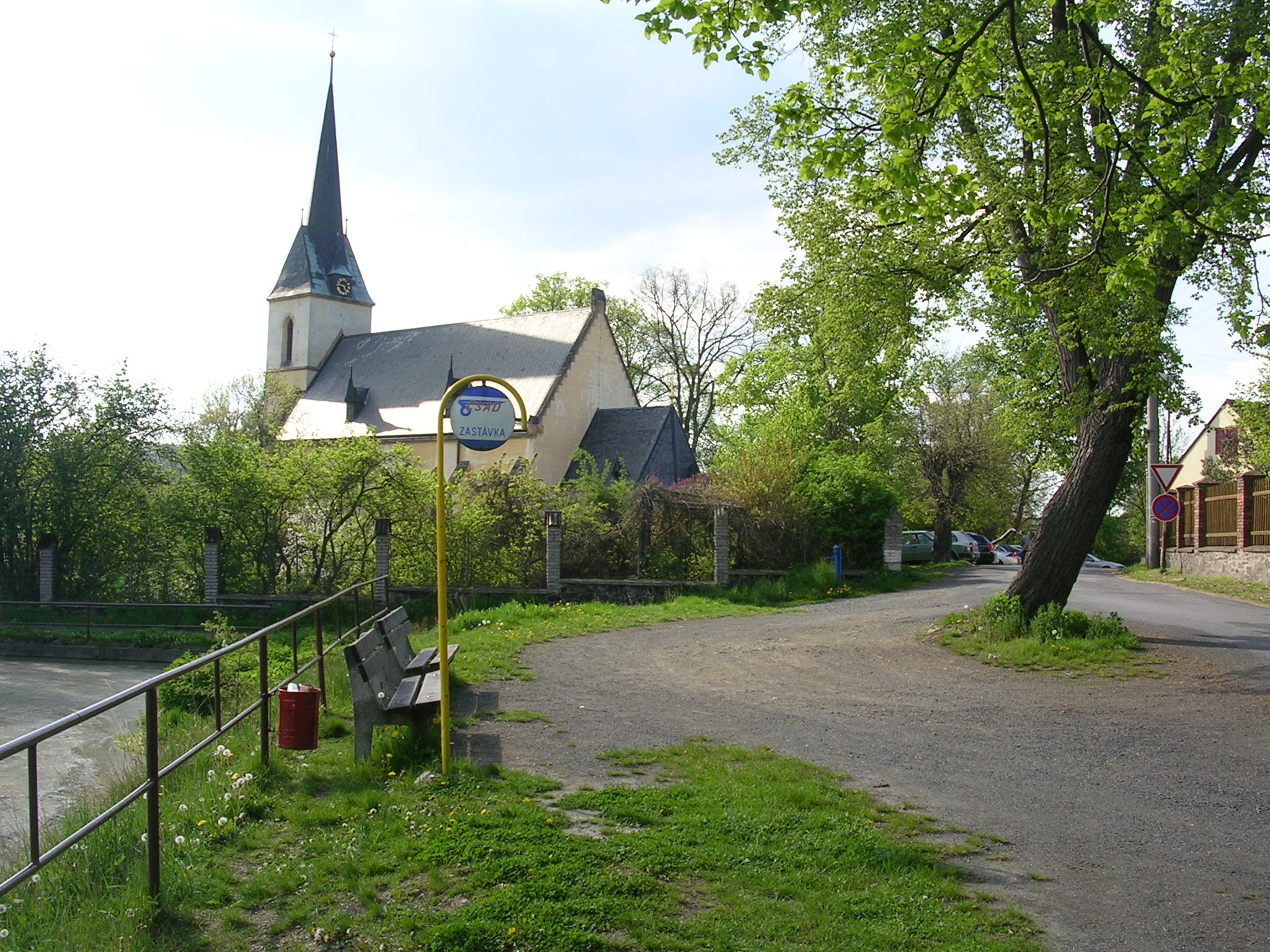
Amalín, autobusová zastávka a kostel svatého Petra.

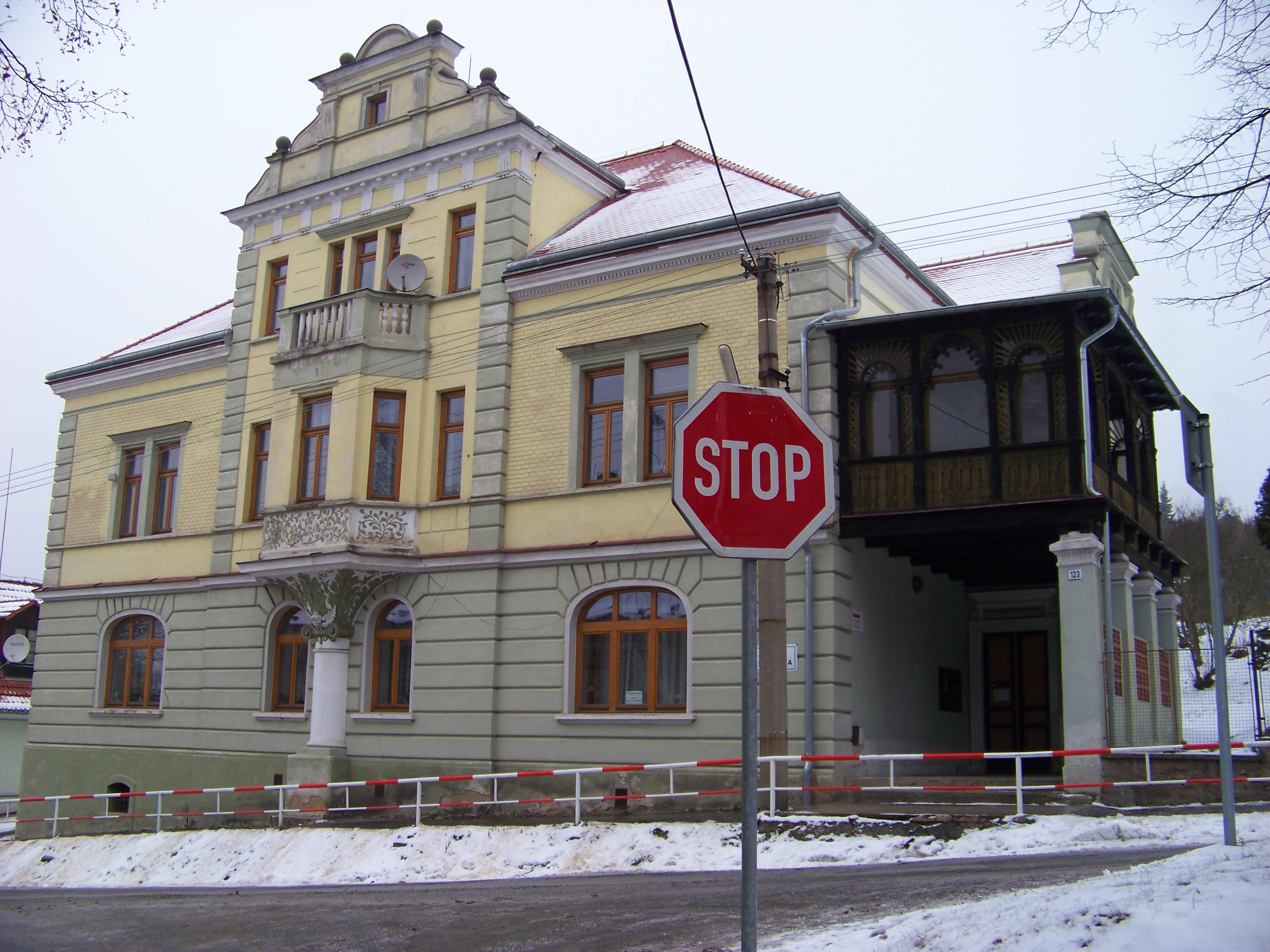
Dům čp. 123, obecní knihovna a mateřská škola

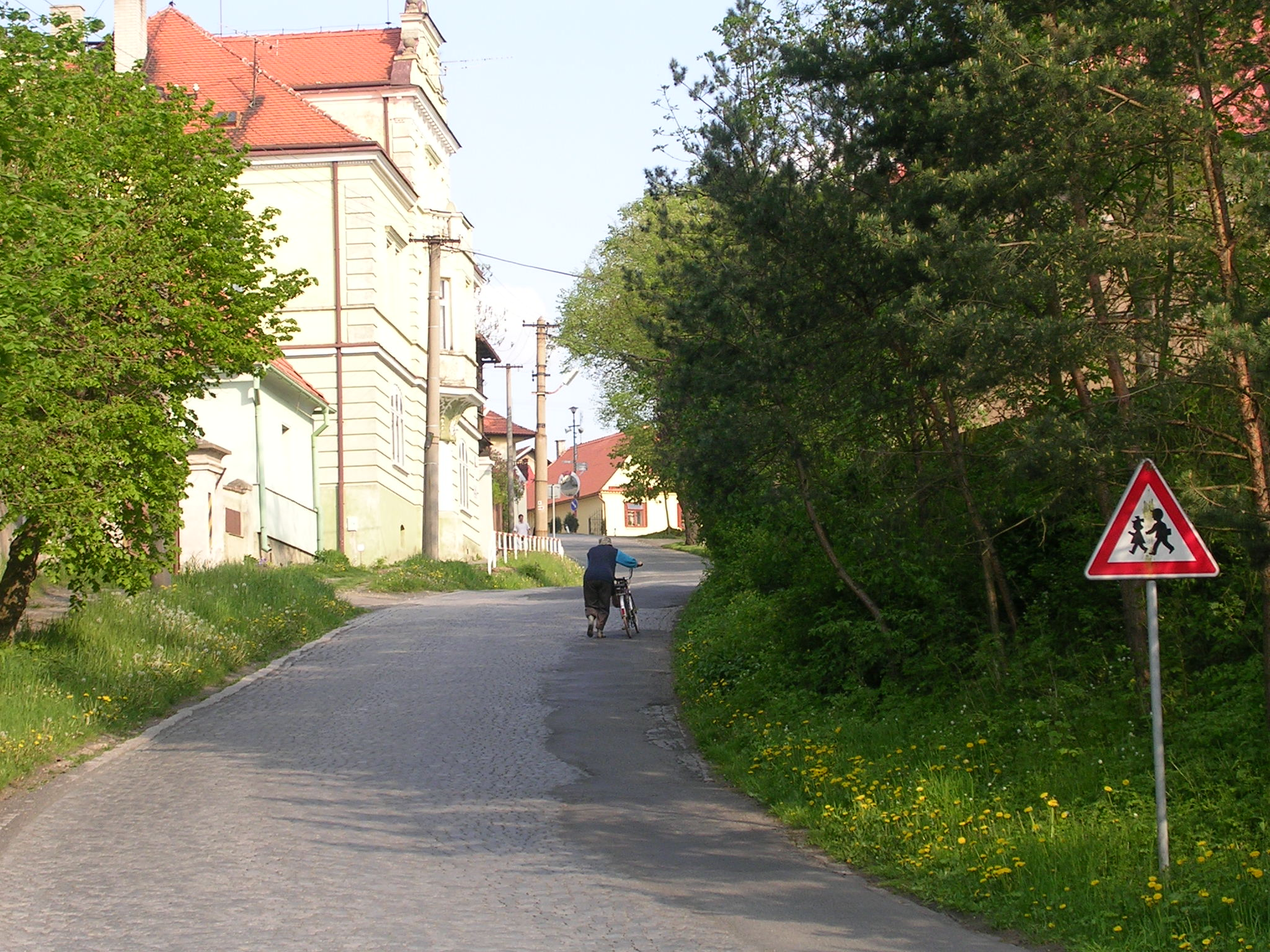
Ulice u školy

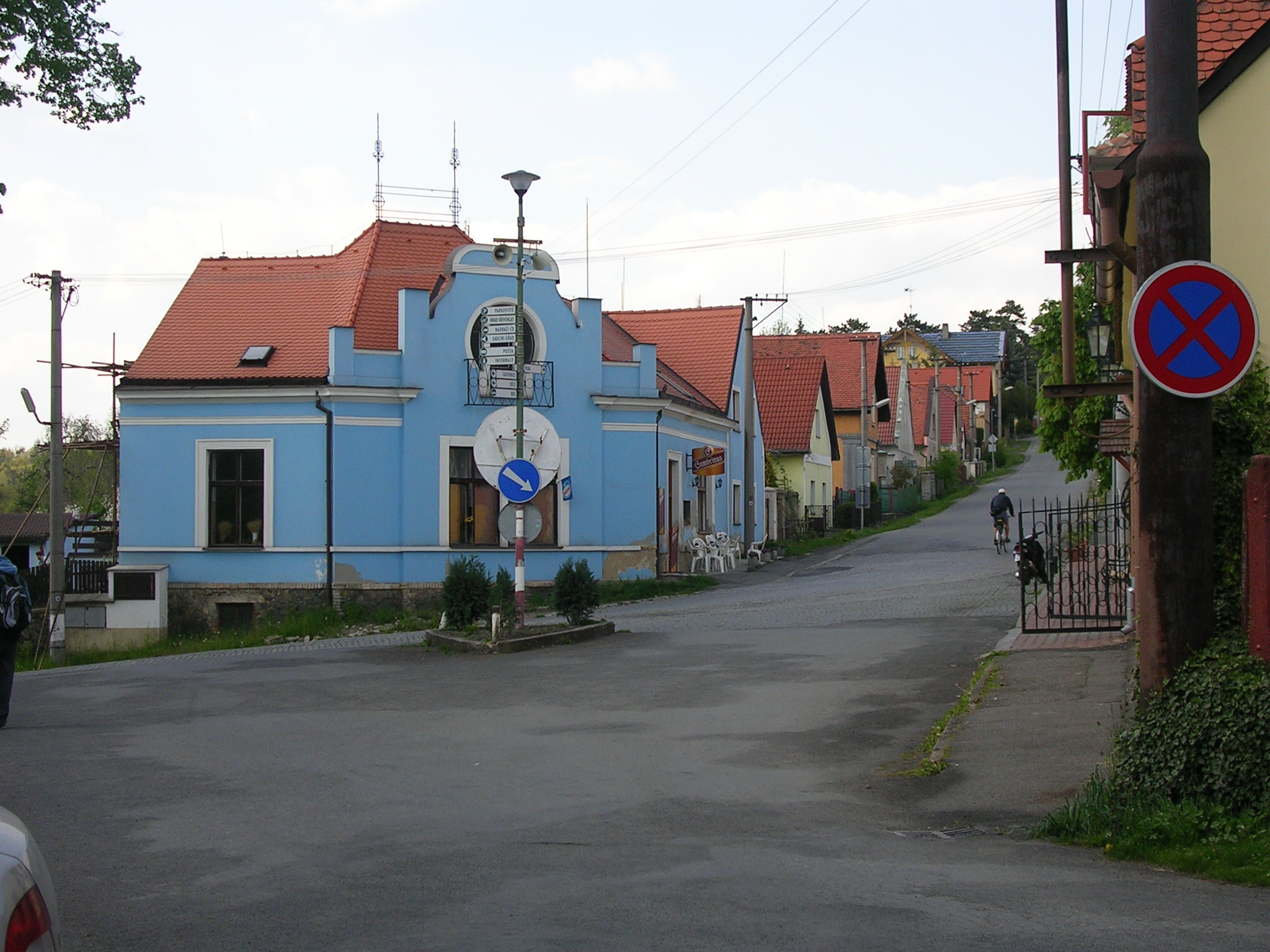
Křižovatka s hospodou čp. 9

Amalín (původně Čamrdoves, též Šamrdoves, Amaliendorf. Amalní Hora, gramatická vazba „na Amalín“, „na Amalíně“) je ves, která tvoří horní část městyse Křivoklát v okrese Rakovník. S hradem Křivoklátem a s dolní částí městyse, která historicky nesla název Buda či Budy, tvoří společně jednu evidenční část obce, zvanou Křivoklát. Statisticky je Amalín vymezen jako jedna ze dvou základních sídelních jednotek evidenční části Křivoklát, je zde evidováno 312 číslovaných budov, z toho 202 obydlených a 140 objektů individuální rekreace, je zde evidováno 482 obyvatel a výměra SZJ je uváděna 2,29 km².

## Historie
Hradiště na místě dnešního hradu vzniklo ve 12. století, gotický hrad ve druhé polovině 13. století, mlýn a ves Budy v podhradí někdy na přelomu 14. a 15. století.
Na místě dnešního Amalína byl na konci 14. století v místě dnešní hájovny uváděn manský dvůr, jindy je jeho vznik datován do druhé poloviny 16. století. Později zde vznikala stavení dělníků a řemeslníků z Křivoklátu a ves získala název Čamrdoves. Název Čamrdoves pochází snad od dřevěných knoflíků, které se zde vyráběly. Roku 1818 byla vesnice na počest Amálie Bádenské, manželky křivoklátského pána Karla Egona II. z Fürstenberka, přejmenovaná na Amalín (Amalienberg), po tomto roce začala vznikat severní, pravidelná část vsi. Amalín je v roce 1850 zmiňován oběma názvy (Amalín t. Čamrdoves), v letech 1869–1880 pod názvem Amalní Hora t. Amalín jako osada obce Buda v okrese Křivoklát (1869) a Rakovník (1880), po sloučení již není jako osada zmiňován. Obec Křivoklát vznikla roku 1892 sloučením vsí Budy, Amalín a Častonice, přitom byly v Budech a Amalíně přečíslovány domy do společné číselné řady, která z většiny platí dodnes. Roku 1896 se pak obec Křivoklát stala městysem. Na počátku 20. století byla na Amalíně Okresní všeobecná nemocnice. Nemocnice byla v čp. 39 a byla nazývána Maxovou, bylo zde 14 lůžek ve 3 pokojích, a zrušena byla v roce 1912, kdy byla otevřena nová okresní nemocnice v Rakovníku. Starobinec (chorobinec), vedený Spolkem pro podporu chudých a nemocných, byl na Amalíně v letech 1900 až 1929. Na Amalíně byla také opatrovna pro
děti, vedená kongregací školských sester. V jedné z místností opatrovny od roku 1899 se svolením kněžny Fürstenberkové působila soukromá škola pro dívčí ruční práce a vedení domácnosti. Od roku 1946 působila ve vile Taťána na Amalíně mateřská škola, která se sem přestěhovala z dolní části Křivoklátu, kde byla o rok dříve založena. V 50. letech 20. století byla na Amalíně vybudována nová hasičská zbrojnice a silnice na Amalín byla vydlážděna. V 60. letech zde vznikly panelové domy.
Dlouhou tradici má v Křivoklátě lesnické školství. Roku 1839 byl na Amalíně na popud lesního rady  postaven dům pro soukromou lesnickou školu (Nechlebárna, podle lesnického odborníka Aloise Nechleby, profesora lesní ochrany, který zde bydlel).  Vyučovali tam pod vedením fürstenberského vrchního lesmistra Ing. Jana Gintla  úředníci lesního úřadu.  Po založení zemské lesnické školy roku 1848 byla tato škola zrušena. Od roku 1961 vychovává mladé lesníky SLŠ a SOU Křivoklát, situovaná v nedaleké místní části Písky.
Na Amalíně si postavil dům (dnešní čp. 115) architekt a stavitel Maxmilián Šnobl (1878–1937). Do Křivoklátu se přistěhoval s rodiči jako malý, když jeho otec pracoval jako mistr tesařský na zakázkách pro knížete Fíirstenberka. Dům na Amalíně později směnil s knížetem za pozemek u rybníka, kde si zřídil pilu a stavební firmu.
Amalín si oblíbil i spisovatel Svatopluk Čech, který zde pobýval se svou sestrou Marií, která trpěla nevyléčitelnou plicní chorobou a ošetřoval ji zdejší lékař MUDr. Jiruš.

## Místa
Kostel svatého Petra zde byl vystavěn v polovině 16. století z popudu Vladislava Jagelonského, pro podhradní osady Budy, Častonice, Roztoky a Městečko, protože městecký kostel sv. Jakuba Většího byl z dob husitských válek značně poškozen.  V roce 1728 prošel kostel sv. Petra barokní přestavbou. Podle plánů Josefa Mockera z roku 1885 pak byl přestavěn do novogotické podoby.
Dále se v Amalíně nacházejí roubená stavení (nejzajímavější jsou čp. 31, 35 a 38), hájovna, socha svatého Jana Nepomuckého z roku 1733, kaple svatého Eustacha severně od vsi, trojboká kaple svatého Vendelína z 18. století u cesty do Křivoklátu.
Číslo popisné 31 nese bývalý dům vrchnostenské správy, zvaný Laubovna, stojící v sousedství kostela. Postaven byl po roce 1715 na místě staršího objektu ze 70. let 17. století. Za jeho stavebníka lze považovat tehdejšího držitele křivoklátského panství, hraběte Jana Josefa z Valdštejna. Dům snad sloužil jako panská myslivna. V Čamrdovsi se kromě toho nacházel také vrchnostenský dvůr, lesní úřad a samostatný dům lesmistra. V roce 1780 dům od knížete Karla Egona z Fürstenberka koupil tesařský mistr Václav Mareš, který budovu výrazně přestavěl v klasicistním slohu a pravý (jižní) trakt byl přestavěn z hospodářské funkce na obytnou. V této podobě dům roku 1874 koupila Anna Laubová, manželka proslulého houslisty a hudebního skladatele Ferdinanda Lauba. V roce 1905 dům koupil známý malíř Alois Kalvoda, který zde v roce 1912 zřídil malé muzeum Ferdinanda Lauba. Roku 1925 však Kalvoda po neshodách s obcí Křivoklát muzeum zrušil a dům prodal. V roce 1996 dům vážně poškodil požár, provizorně opravená budova stála byla roku 2005, kdy její nadzemní část byla zbořena a nahrazena novostavbou. Velká část původních konstrukcí byla v roce 2013 předána Muzeu lidových staveb v Kouřimi, které plánovalo znovupostavení v rámci skanzenu.

## Doprava a turistika
Amalínem prochází silnice II/201, která je hlavním silničním tahem podél toku Berounky, přičemž tento kopcovitý úsek spojuje Roztoky se Zbečnem.
Část zdejších autobusových linek byla nejprve začleněna do Středočeské integrované dopravy, později všechny linky do Pražské integrované dopravy. Do roku 2019 tudy jezdily i přímé víkendové spoje spojující oblast s Prahou (linka 310081, dříve 310310). Pražská integrovaná doprava byla v této části Rakovnicka zavedena od neděle 15. prosince 2019. V Amalíně zastavují tři linky Pražské integrované dopravy: linka 555 z Kladna do Roztok (dříve linka SID A35, 220035), linka 579 z Branova (část spojů z Amalína pokračuje do Nezabudic) a linka 577 z Rakovníka do Nezabudic. Většina spojů jezdí pouze v pracovních dnech, o volných dnech do Amalína zajíždí pouze 3 a půl páru spojů mezi Kladnem a Roztokami u Křivoklátu (stav v roce 2020) na lince 555. O víkendech je hlavním veřejným dopravním spojením železniční trať v dolní části Křivoklátu.
Severní částí Amalína prochází červeně značená pěší turistická trasa KČT z Lánů na Křivoklát. Dále zde procházejí místní okruhy značené Svazkem měst a obcí Rakovnicka a severního okraje Amalína se dotýkají trasy dvou naučných stezek (Dendrologická stezka a naučná stezka Brdatka).
Amalín je atraktivní zejména jako přístupové místo k hradu Křivoklátu. V části Amalína, která je nejblíže hradu, působí restaurace s penzionem Nad
Hradem, k jejímuž areálu přiléhá i velké parkoviště a čerpací stanice pohonných hmot.